# Cristiano Frazão Pacheco
Cristiano Frazão Pacheco (Ponta Delgada, 22 de Agosto de 1885 — Lisboa, 3 de Maio de 1964) foi um industrial, gestor, jornalista, publicista e polemista português.

## Biografia
Realizou o ensino secundário no Liceu de Ponta Delgada, seguindo depois para Lisboa, onde estudou na Escola Académica e no Curso Superior de Letras da Universidade de Lisboa, que não chegou a concluir. Foi durante este período que conheceu Agnelo Casimiro, de quem ficou amigo, e juntamente com o qual fundou a revista literária Nossa Terra, em 1904, próxima do neo-garrettismo do início do século XX. Decidiu mudar-se para Paris, onde realizou o bacharelato em Letras e frequentou o College des Dames Anglaises. Familiarizou-se com o meio intelectual da capital francesa, sendo o responsável pela publicação de grande parte das cartas de George Sand em duas revistas parisienses. Foi tradutor de Eça de Queirós para francês, destacando-se as traduções que fez dos seus contos e do romance O Mandarim. Deixou vasta colaboração na imprensa de Paris, por vezes com o pseudónimo de Claude Frazac. Cultivou desde cedo uma veia de polemista, que veio a desenvolver com tempo e à qual não foi alheia a influência de Eça de Queirós.
Casou com Valentina Pinheiro Chagas, filha do escritor Manuel Pinheiro Chagas, em Paris, em 21 de Janeiro de 1914. Não houve descendência do casamento.
Foi um dos mais importantes industriais açorianos do século XX, tendo fundado a Sociedade Corretora, Lda., em 1913, que se dedicaria à exploração e comércio do ananás, e de conservas de vária natureza. Fundou também a Companhia de Navegação Carregadores Açorianos, depois da I Guerra Mundial, para ajudar a exportação do ananás.
Republicano moderado, foi um dos responsáveis pela fundação do diário Correio dos Açores, em Ponta Delgada, em 1920, cuja direcção foi entregue ao monárquico José Bruno Carreiro e ao republicano Francisco Luís Tavares.
Manteve-se fiel às suas convicções republicanas e democráticas com o advento da Ditadura Militar na sequência da revolução de 28 de Maio de 1926, e depois do Estado Novo.
A 5 de outubro de 1930, foi agraciado com o grau de Oficial da Ordem Militar de Cristo.
Esteve por detrás da fundação do diário A Ilha, em Ponta Delgada, em 1 de Maio de 1939, cujo primeiro director foi o seu amigo Agnelo Casimiro. O jornal alinhou inicialmente com a ideologia do Estado Novo. Passou a semanário em Setembro de 1940. Com a passagem da direcção para José Barbosa, de convicções republicanas e democráticas, o jornal veio a ser o porta-voz oficioso do Movimento de Unidade Democrática de Ponta Delgada, em 1945 e nos anos subsequentes.
Durante a II Guerra Mundial, passou a promover a indústria das conservas, sobretudo do ananás, peixe e carne.
Faleceu aos 78 anos de idade, encontrando-se sepultado no cemitério de São Joaquim, em Ponta Delgada, junto da mulher.

## Controvérsia com Armando Cândido
Possivelmente relacionada com o recente "Terramoto Delgado" das eleições presidenciais de 1958, em Agosto de 1958, envolveu-se numa violenta polémica com o Conselheiro Armando Cândido, deputado da União Nacional pelo Distrito Autónomo de Ponta Delgada, desde 1945, a propósito da sua oposição contra o monopólio exercido pelo Grupo Bensaúde sobre as ligações marítimas entre os Açores e o Continente e entre as diversas Ilhas. A polémica teria vasta repercussão na imprensa regional, sobretudo das outras ilhas, e do Continente, tendo-se arrastado por dois meses, de Agosto a Outubro de 1958, com artigos de primeira página em que os dois contendores esgrimiam argumentos. Cristiano Frazão Pacheco publicaria os seus artigos num livro intitulado As Cinco Desgraças do Arquipélago dos Açores - Em Defesa do Arquipélago e dos Seus Habitantes, publicado em 1961. A polémica levaria à demissão do censor à imprensa, Manuel Carvalho Valério, e a um processo judicial contra Cristiano Frazão Pacheco, que estava ainda vigente à data da sua morte.